# 西山口站
西山口站（日语：／ Nishiyamaguchi eki */?）是位於和歌山縣紀之川市貴志川町長山，和歌山電鐵的貴志川線車站。車站編號為「12」。
此站是長山團地的入口車站。

## 歷史
- 1933年（昭和8年）8月18日 - 和歌山鐵道伊太祁曾站至貴志站之間開通，此站啟用。
- 1957年（昭和32年）11月1日 - 公司合併至和歌山電氣軌道，成為和歌山電氣軌道鐵道線車站。
- 1961年（昭和36年）11月1日 - 與南海電氣鐵道合併，成為南海電氣鐵道貴志川線車站。
- 1996年（平成8年） - 撒走車站大樓。
- 2006年（平成18年）4月1日 - 和歌山電鐵繼承貴志川線，成為和歌山電鐵貴志川線車站。

## 車站構造
車站是一座地面車站，設有1面1線的單式月台。此站曾經設有車站大樓，大樓已經1996年（平成8年）撤走。設有上蓋的月台位於路軌北邊。月台靠近和歌山一端設有出入口（數級樓梯）。
現時此站是無人車站，沒有自動售票機、自動閘機，也不可使用Surutto KANSAI對應的車票。

## 利用狀況
在2019年（令和元年）度，此站1日平均上下車人次為266人。
以下為各年度1日平均上下車人次列表。
| 年度   | 1日平均 上下車人次 |
| ------ | ------------------ |
| 1980年 | 191                |
| 1985年 | 215                |
| 1990年 | 280                |
| 1995年 | 372                |
| 2000年 | 192                |
| 2001年 | 192                |
| 2002年 | 203                |
| 2003年 | 180                |
| 2004年 | 174                |
| 2005年 | 195                |
| 2006年 | 430                |
| 2007年 | 429                |
| 2008年 | 335                |
| 2009年 | 331                |
| 2010年 | 332                |
| 2011年 | 334                |
| 2012年 | 329                |
| 2013年 | 351                |
| 2014年 | 349                |
| 2015年 | 308                |
| 2016年 | 293                |
| 2017年 | 290                |
| 2018年 | 279                |
| 2019年 | 266                |

## 車站周邊
此站名為「西山口」，名稱取自車站北邊1公里以上的西山村落。西山是一個有約150戶的村落，該處設有道路延伸至車站。
- 和歌山縣道13號和歌山橋本線（日语：和歌山県道13号和歌山橋本線）
- 長山團地 - 於繁忙時間，許多該處的人們會在此站乘車前往和歌山方向。
- 貴志川長山團地
- 長山郵局
- 鳩羽山

## 巴士路線
- 紀之川市地域巡回巴士（日语：紀の川市地域巡回バス）

## 相鄰車站
和歌山電鐵
貴志川線
大池遊園（11）－西山口（12）－甘露寺前 (13)

## 注腳
1. ↑  令和元年度和歌山県公共交通機関等資料集PDF（日語）

## 外部連結
- 西山口站（不同站的時間表）PDF（日語） - 和歌山電鐵
- 國土地理院地圖參閱服務 （页面存档备份，存于）（日語） - 西山口站周邊的1/25000地形圖 （页面存档备份，存于）（日語）